# Karl Meyer-Jelmstorf
Karl Meyer-Jelmstorf (* 3. Oktober 1876 in Kolkhagen; † 16. Oktober 1954) war ein plattdeutscher Autor und Heimatforscher.
Meyer-Jelmstorf wurde 1876 als Sohn eines Bauern in Kolkhagen geboren.
1896 wurde er Lehrer im Solling und später an den Schulen in Toppenstedt, in Kolkhagen und zuletzt in Jelmstorf.
Nebenbei war er Autor plattdeutscher und hochdeutscher Werke, hat Gegenstände aus dem alten Bauernleben gesammelt und Heimatforschung betrieben.
Meyer-Jelmstorf hat Dorothea Graue geheiratet. Die beiden hatten zwei Söhne und zwei Töchter.

## Werke
Plattdeutsch:
- Dörpswies. Een Bur’nstück in veer Deel. Meyer, Bad Bevensen 1910
- Schulten Marie. Een Burnstück in dree Deel. Meyer, Jelmstorf 1913
- Müllerdochder un Hüslerkind. Zwei Akte. Lüneburg 1914
- De Snee. Eene plattdütsche Kemedi in veer Deel. Mahnke, Verden 1922
- De Zauberwohld. Een plattdütsch Märchenspell in 1 Deel un een lütt Vörspell. Mahnke, Verden 1922

Hochdeutsch:
- Eleonore Prochaska: Ein vaterländisches Schauspiel aus der Zeit der großen Befreiungskriege. Rathmacher, Lüneburg 1912.
- Johanna Stegen: Dramatisches Gedicht in vier Bildern aus der Zeit der großen Befreiungskriege. Rathmacher, Lüneburg 1913.
- Heimatbuch der Stadt und des Kreise Uelzen. Zweiter Band: Heimatkunde des Kreises Uelzen. C. Beckers Buchdruckerei, Uelzen 1931